# 池田元

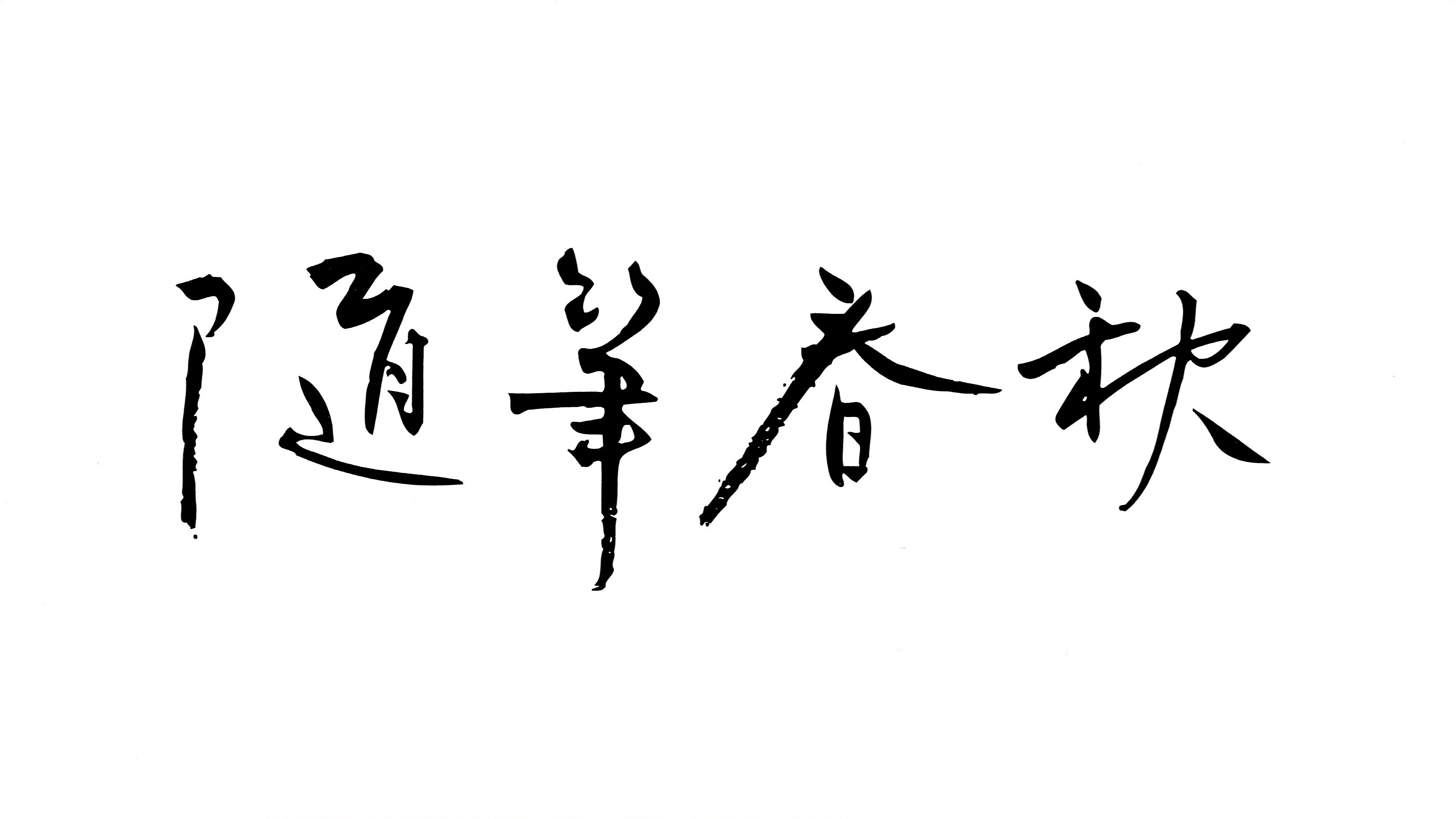
随筆春秋の現在のロゴ（早坂暁の揮毫）

池田 元（いけだ はじめ、1962年12月 - ）は、日本の一般社団法人 随筆春秋の代表理事である。随筆春秋 事務局内では荒川十太の筆名を用いている。読みは「あらかわ とおた」。生業として、有限会社研修設計の代表取締役を務めている。

## 人物概要
池田 元は、愛媛県松山市の出身である。祖母方の先祖は代々、藩の剣術指南役を務めている。元禄時代には、赤穂浪士である堀部安兵衛と不破数右衛門が切腹した際の介錯人を務めた。その先祖の名を荒川十太夫という。池田の筆名 荒川十太はこれに由来する。池田は、その先祖から数えて10代目の子孫にあたる。
藩から介錯人を拝命するというのは、当時では大変名誉なことであった。このエピソードは、講談「荒川十太夫」や、浪曲「ほまれの三百石」で、現在も語り継がれている。講談師の神田松鯉（人間国宝）や神田伯山が、その「荒川十太夫」を好んで口演する。2022年10月歌舞伎座「十月大歌舞伎」では、この講談をもとにした新作歌舞伎『赤穂義士外伝の内　荒川十太夫』が上演された。主演は、尾上松緑である。
令和4年度大谷竹次郎賞に『赤穂義士外伝の内　荒川十太夫』が決定した。竹柴潤一の脚本である。2022年12月13日付けで歌舞伎公式ホームページ「歌舞伎 on the web」で発表された。
さらに「荒川十太夫」は2024年の歌舞伎座「壽　初春大歌舞伎」で再演されたが、その際、歌舞伎座Web講座の中でフリーアナウンサーの吉崎典子から「この荒川十太夫は実在の人物で、（その荒川十太夫から数えて）十代目の池田元さんは、おばあさんから介錯のときの様子を伝え聞いていたそうです」と紹介された。
イラストレーターのもりいくすおが、荒川十太夫を描いている。モデルは、テレビでこの役を演じた俳優の渡辺謙である。このもりいくすおとの縁がきっかけで、池田は、赤穂浪士の子孫や関係者、歴史研究者らと知己を得た。そこにエッセイストの近藤健がいた。
その縁で、池田は現在、一般社団法人随筆春秋の代表理事を務めている。

## エピソード

### 池田元と近藤健
近藤健と池田元は奇縁で結ばれている。
大石内蔵助以下四十七人の赤穂義士が、本所・吉良邸へ討ち入ったのは、元禄15年(1702)12月のことである。その前年、江戸城松の廊下で藩主浅野内匠頭が起こした刃傷事件の敵討ちである。義士たちは吉良上野介の首級をあげ、みごと本懐を遂げる。世にいう「吉良邸討入り」である。その後、大名四家にお預けとなった義士たちは、翌年2月に切腹を命じられる。
義士切腹に際し、熊本藩邸にお預けになっていた堀部弥兵衛（安兵衛の父）の介錯を行ったのが米良市右衛門で、近藤健はその13代後の子孫にあたる。一方、松山藩邸では堀部安兵衛と不破数右衛門の介錯を荒川十太夫が行っている。池田元は十太夫の10代目の子孫になる。二人の末孫は、奇しくも堀部弥兵衛・安兵衛親子の介錯を行っている。のちに近藤と池田は、赤穂義士研究家の佐藤誠を介して知己となった。
すでに随筆春秋の事務局員であった近藤の勧めもあり、池田が入会する。その後、池田は随筆春秋の法人化を図り、一般社団法人随筆春秋を立ち上げ代表理事に、近藤は同人誌随筆春秋の代表として現在に至っている。　

### 直木賞作家佐藤愛子との関わり

#### 池田の提供した文章が佐藤愛子の著作で使われた
佐藤愛子（直木賞作家）の夫 田畑麦彦（筆名）は、かつて社員教育の会社を経営していた。その田畑の特異な金銭感覚が災いし、結局会社は倒産し多額の借金を抱えてしまう。
妻である佐藤愛子が馬車馬のように働きそれを返済していく。佐藤愛子の小説『戦いすんで日が暮れて』『晩鐘』などにそのことが描かれている。
一方、池田は田畑の社員教育の流れをくむ会社に在籍していたことがある。佐藤愛子の『晩鐘』執筆にあたり、池田が資料としてそのあたりのことをまとめて報告した。
『晩鐘』の第6章には、池田が提供したその文章の一節が、訂正なしで掲載されている。
池田は、そんな佐藤愛子の配慮に感激し望外の喜びを感じた、と述懐している。
旧随筆春秋公式ホームページに紹介されていた。　
池田の提供した部分（下線部分）
だが今までとは違う活気が全身に漲っている様子を見ると、これが本来、彼が生きるべき道筋で、彼は遠廻りをしたけれどもやっとその途に辿りついたのかもしれないと人に思わせた。
ソノサービスでは毎月、新しい製品を作り、そのパンフレットや見本品を持って営業部員が会員を廻る。「十三の販売の魔術的公式」や「管理者自己開発プログラム」や、「聞き方、話し方講座」などである。その中にはアメリカの企業教育家の教材を翻訳したものもあれば、企業の成功者の回顧談を集めたものや経済評論家や教育家に依頼して商品化する教材もある。英語を翻訳出来るほどの語学力はなく、経済に精通しているわけでもない辰彦は、実務家としての力は何もなかった。彼はただ、それまでの交友関係の中から、語学に堪能な者や経済の動向に詳しい人物などを選び出しては企画部に招聘したり講演会に講師を頼むなど、それなりに忙しそうに動き廻っていた。
「やけに忙しそうだけど、どんなことしてるの？」
と杉は訊いた。
「一口にはいえないよ。企画全般だよ」
辰彦は答える。

――佐藤愛子著『晩鐘』第6章より抜粋
文中の「辰彦」というのが佐藤愛子の元夫、田畑麦彦（筆名）である。新人賞作家でもあった。「杉」が、佐藤愛子である。
「ソノサービス」というのがその田畑が起こした会社である。現実には、「日本ソノサービスセンター」という名称であった。産業教育の教材を販売する会社である。
田畑は、東急電鉄の社長も務めた実業家篠原三千郎（東急電鉄創業者五島慶太の盟友）の子息として、銀のスプーンをくわえてこの世に生を受けた。それが、会社を倒産させ、多額の借金を抱えることになる。
佐藤愛子の直木賞受賞作『戦いすんで日が暮れて』にもこのあたりのことが描かれている。
佐藤愛子は『晩鐘』を書き上げたことで、やっと田畑麦彦を人として理解し、受け入れることができるようになった、とその旨、同書の「あとがき」などに著している。

## 主な関係者一覧
- 随筆春秋第57号　（2022年3月）　題字は、早坂暁。  随筆春秋
- 堀川とし（実業家、随筆春秋創設者）[6][7]
- 堀川とんこう（プロデューサー、演出家）[6][7]
- 高木凛（脚本家）[6][7]

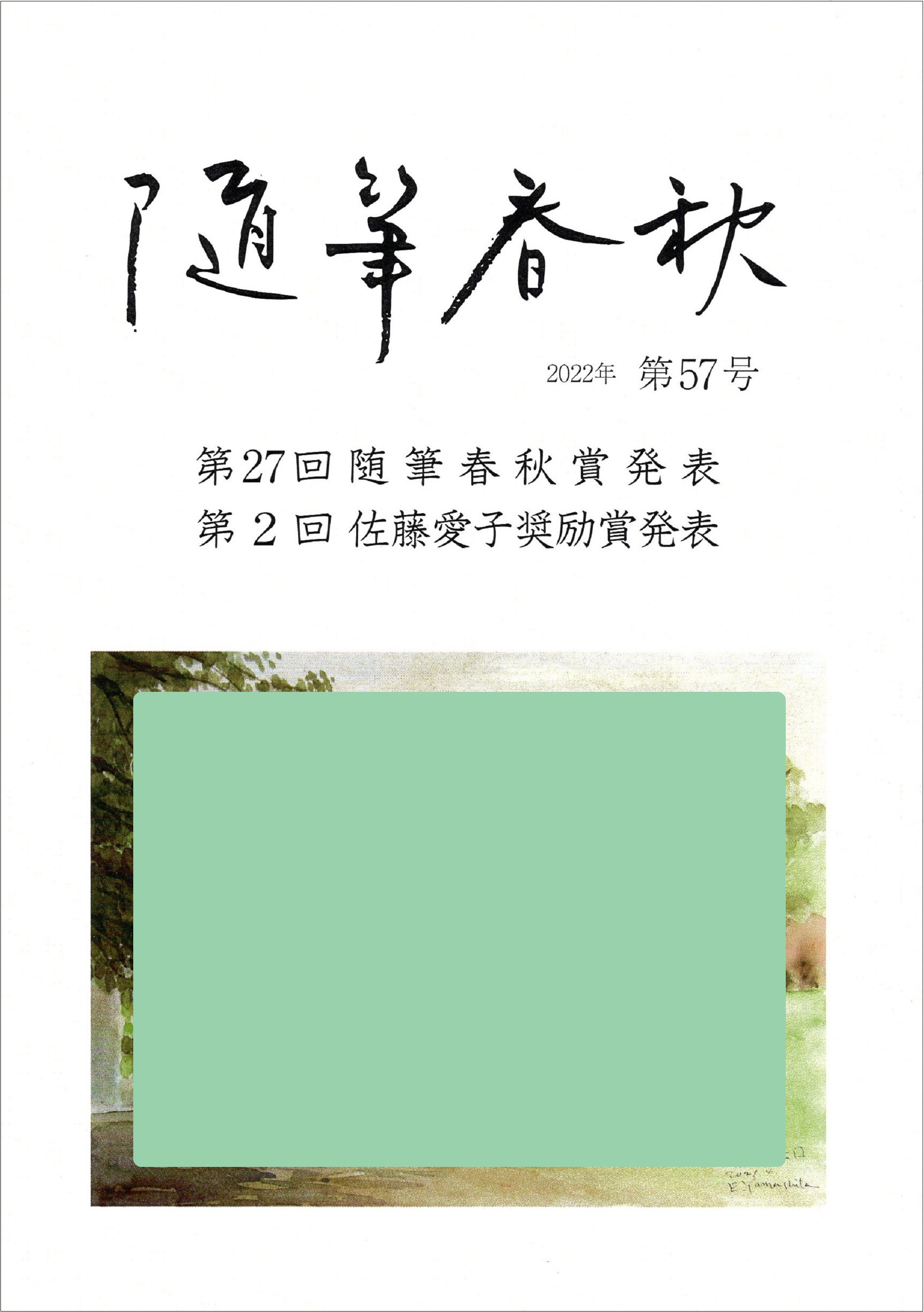
随筆春秋第57号　（2022年3月）　題字は、早坂暁。

- 斎藤信也（元朝日新聞記者、元随筆春秋代表）[6][7]
- 斎藤智子（元朝日新聞記者、皇室担当）[6][7]
- 佐藤愛子（直木賞作家）[6][7]
- 遠藤周作（芥川賞作家）[6][7]
- 金田一春彦（言語学者、国語学者）[6][7]
- 早坂暁（脚本家）[6][7]
- 北杜夫（芥川賞作家）[6][7]
- 布勢博一（脚本家）[6][7]
- 竹山洋（脚本家）[6][7]
- 中山庸子（エッセイスト、イラストレイター）[6][7]
- 近藤健（随筆春秋 代表）[6]
- 正倉一文（随筆春秋 事務局長）[6]

　（太字｜存命人物）